# Henares

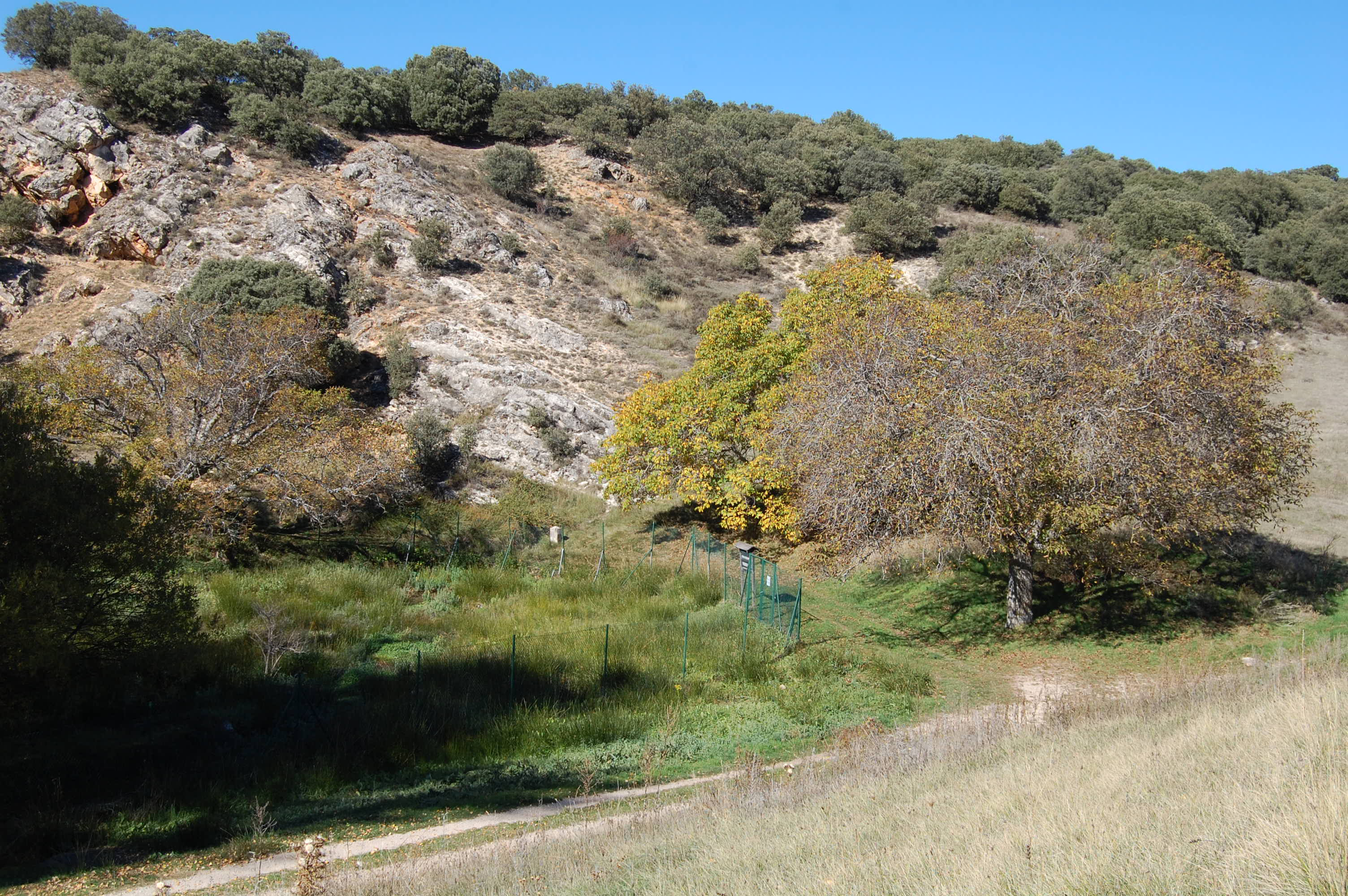
Sorgente del fiume Henares a Horna.

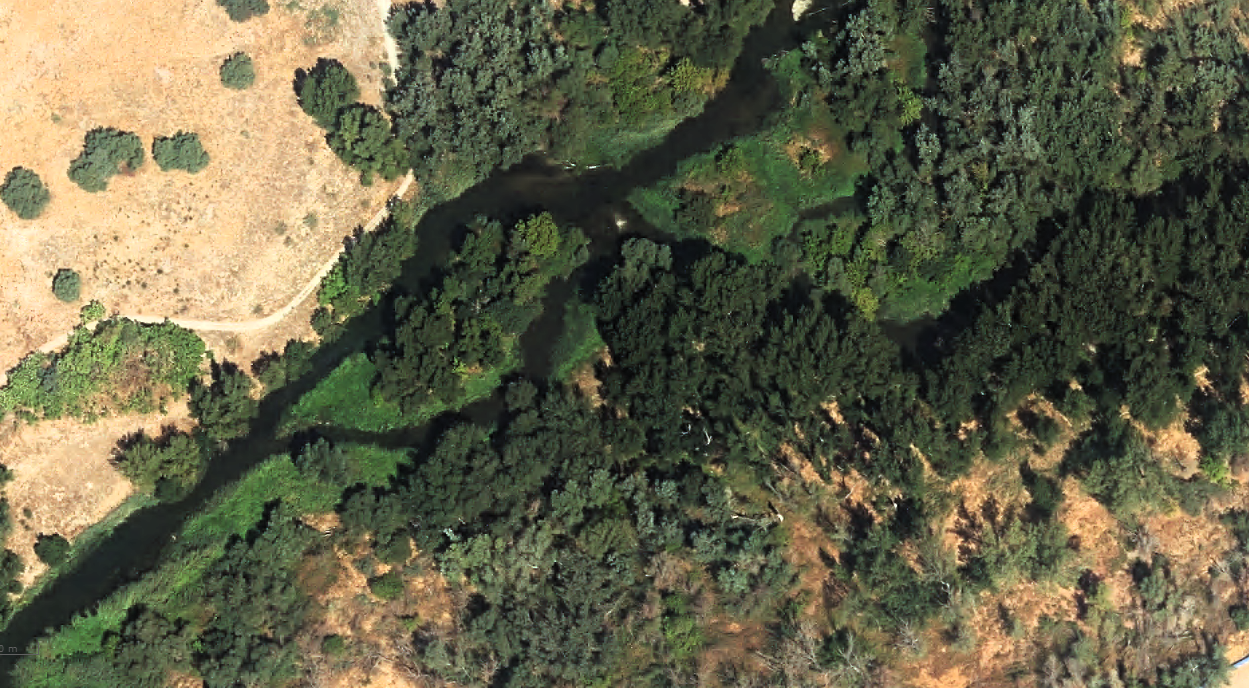
Foce nel fiume Jarama.

L'Henares è un fiume della Spagna centrale, affluente di sinistra del Jarama (che a sua volta è tributario del Tago). Attraversa le comunità autonome di Castiglia-La Mancia (provincia di Guadalajara) e di Madrid.
I nuclei urbani più importanti che sono attraversati dal fiume sono Azuqueca de Henares e Guadalajara, i due comuni maggiormente popolati della provincia; Alcalá de Henares, Mejorada del Campo e Torrejón de Ardoz, situati nell'area metropolitana di Madrid.

## Toponimo
Il nome deriva dalla parola castigliana henar, che significa campo di fieno. Il nome è dovuto alle coltivazioni di fieno che anticamente venivano praticate nel bacino.
Il vocabolo henares è stato incorporato, come suffisso, nel toponimo di varie località delle province di Guadalajara e Madrid. Oltre a quelle citate precedentemente, vale la pena segnalare Carrascosa de Henares, Castejón de Henares, Castilblanco de Henares e Espinosa de Henares, tutte in provincia di Guadalajara.
Per estensione, si conosce popolarmente come Corredor del Henares l'area che comprende la parte occidentale della provincia di Guadalajara e la parte orientale della comunità di Madrid, una delle aree di maggior densità di popolazione della penisola iberica centrale.
Il fiume dà nome anche alla comarca madrilena della Cuenca del Henares, secondo la classificazione della Dirección General de Turismo, che dipende dalla Consejería de Cultura y Turismo della comunità di Madrid.

## Corso
Nasce nella Sierra Ministra, nella parte castigliana del Sistema Iberico, a 1.220 m di altitudine. La sorgente si trova nel paese di Horna, vicino a Sigüenza (Guadalajara). Scorre in direzione nordest-sudovest.
Ha una lunghezza di 160 km, la maggior parte dei quali (circa 124) in Castiglia-La Mancia. In questo tratto riceve le acque del Sorbe, del Cañamares, del Salado, del Dulce, dell'Aliendre e del Bornova, lungo 53 km.
Entra nella comunità di Madrid all'altezza di Los Santos de la Humosa e scorre verso Alcalá de Henares, nel cui territorio riceve da sinistra il Torote, l'ultimo affluente rilevante. Sbocca nel Jarama, a nordest dell'abitato di Mejorada del Campo, a un'altitudine di 578 m.
Per portata e lunghezza, l'Henares è l'affluente più importante del Jarama. Il bacino ha una superficie di 4.144 km².